# Пусанский университет иностранных языков
Пусанский университет иностранных языков (кор. 부산 외국어 대학교; Пусан вегуго тэхаккё) — лингвистический университет в Пусане, Республика Корея. Является одним из ведущих корейских высших учебных заведений в области международных отношений и иностранных языков. Специализируется на обучении иностранным языкам.

## История
Университет ведёт свою историю от Пусанского колледжа иностранных языков, основанного в апреле 1982 года покойным доктором Чон Тхэсоном, основателем ОАО «Sungchang Enterprise Holdings (Сончхан Энтерпрайз Холдингз)». Его философия образования основана на христианских ценностях и стремлении предоставить молодым интеллектуалам возможности реализовать свой лидерский потенциал и занять достойное место на международном уровне.
Первые студенты изучали английский, французский, японский, китайский, немецкий, индонезийский, малайский и тайский языки. В 1980-х годах колледж значительно расширил количество учебных программ, а в 1991 году получил статус университета. 
По состоянию на 2009 год заключены договоры о программах академического обмена с 94 университетами из 24 стран.

## Образование
Пусанский университет иностранных языков состоит из 7 колледжей, 4 аспирантских программ, а также 9 институтов. Лингвистическая часть университета включает колледж английского, японского и китайского языков, и колледж глобальных междисциплинарных гуманитарных исследований.
Помимо английского, есть возможность изучения других европейских языков: французского, итальянского, испанского, португальского, русского и немецкого. Восточные языки представлены в учебных программах японским, китайским, тайским, вьетнамским, индонезийским, малайским, бирманским, хинди, арабским, турецким, казахским, узбекским, тагальским, лаосским и кхмерским. Есть специальные учебные программы для тех, кто стремиться изучать корейский язык и корееведение.
В состав университета также входят колледж глобального бизнеса, колледж глобальных междисциплинарных творческих наук, колледж глобальных ИТ и колледж свободных искусств имени Мано и педагогическая школа. Помимо языковых, действуют программы обучения в области международных исследований, международного права, международного бизнеса и информационных технологий.

## Колледжи и департаменты
- Колледж английского, японского и китайского языков
- Колледж глобальных междисциплинарных гуманитарных исследований
- Колледж глобального бизнеса
- Колледж глокальных междисциплинарных творческих наук
- Колледж глобальных ИТ
- Колледж свободных искусств имени Мано
- Педагогическая школа

## Международные связи
Университет имеет соглашения о международном обмене с 127 университетами из 33 государств.
Среди российских университетов связи с Пусанском университетом иностранных языков имеют следующие:
- Московский государственный лингвистический университет
- Государственный институт русского языка имени А. С. Пушкина
- Сахалинский государственный университет
- Омский государственный технический университет
- Бурятский государственный университет
- Новосибирский национальный исследовательский государственный университет
- Иркутский государственный технический университет
- Нижегородский государственный лингвистический университет имени Н. А. Добролюбова